# 法蘭西的讓娜 (1464年—1505年)
讓娜·德·法蘭西（法語：Jeanne de France，1464年4月23日—1505年2月4日），貝里女公爵，曾於1498年短暫擔任法國王后。
她是路易十一的次女，查理八世的姐姐。1476年，讓娜在父親安排下與奧爾良公爵路易結婚；路易對於這樁強迫性的婚事不滿，兩人沒有子女。奧爾良的路易於1498年繼承查理八世成為法國國王（稱路易十二），让娜成为王后。但先前有约定，查理八世的遗孀布列塔尼的安妮需改嫁新国王。同年，路易十二宣布廢除與讓娜的婚姻，娶安妮为王后。讓娜被改封为贝里女公爵，後從事天主教事業，成為女隱修院院長。